# Tapmukjaure (Jukkasjärvi socken, Lappland)
Tapmukjaure är en sjö i Kiruna kommun i Lappland och ingår i Torneälvens huvudavrinningsområde. Sjön har en area på 0,165 kvadratkilometer och ligger 653,1 meter över havet. Tapmukjaure ligger i Tavvavuoma Natura 2000-område. Sjön avvattnas av vattendraget Rakisätno.

## Delavrinningsområde
Tapmukjaure ingår i det delavrinningsområde (760108-168951) som SMHI kallar för Inloppet i Vuomajaure. Medelhöjden är 681 meter över havet och ytan är 65,02 kvadratkilometer. Det finns inga avrinningsområden uppströms utan avrinningsområdet är högsta punkten. Rakisätno som avvattnar avrinningsområdet har biflödesordning 2, vilket innebär att vattnet flödar genom totalt 2 vattendrag innan det når havet efter 491 kilometer. Avrinningsområdet består mestadels av sankmarker (19 procent) och kalfjäll (79 procent). Avrinningsområdet har 1,34 kvadratkilometer vattenytor vilket ger det en sjöprocent på 2,1 procent.